# Taygeta
Taygeta je trojhvězda v souhvězdí Býka, nacházející se v otevřené hvězdokupě Plejády. Hlavní složka Taygeta A je modrobílá hvězda spektrální třídy B6IV a zdánlivé jasnosti 4,30 mag. Celý systém je od Země vzdálen přibližně 373 světelných let.

## Struktura systému
Systém Taygety tvoří tři hvězdy:
- Taygeta A: Podobr spektrální třídy B6IV s hmotností 4,5 násobku Slunce a zářivostí 600 L☉.
- Taygeta B: Průvodce spektrální třídy B8V, jehož hmotnost dosahuje 3,2 M☉, se zářivostí 150 L☉.
- Taygeta C: Malá hvězda spektrální třídy K5V s nízkou zářivostí 0,15 L☉.

Taygeta B a Taygeta C obíhají Taygetu A ve vzdálenosti menší než 0,012" s oběžnou dobou 1 313 dní.

### Historie a význam
Taygeta nese jméno sestry Plejády z řecké mytologie. Její označení bylo schváleno IAU v roce 2016.

### Fyzikální vlastnosti
Taygeta A je modrobílý podobr s teplotou kolem 15 000 K, zatímco Taygeta C má teplotu okolo 4 500 K. Celý systém je součástí Plejád, které se díky své blízkosti často využívají jako referenční body pro měření vzdáleností v galaxii. Přesná astrometrie získaná z dat mise Gaia navíc umožnila lépe charakterizovat pohyby a paralaxy hvězd v této oblasti. Výzkum také ukázal, že Taygeta je součástí dynamicky aktivní oblasti s komplexní strukturou molekulárních mraků.

### Zákryty
Taygeta, stejně jako jiné hvězdy v Plejádách, může být příležitostně zakryta Měsícem, což poskytuje příležitosti pro pozorování zákrytových jevů.

### Výzkumný význam
Systémy jako Taygeta hrají klíčovou roli v porozumění evoluci vícenásobných hvězdných systémů a jejich interakcím s okolím. Pozorování zákrytů a spektrálních vlastností umožňuje studovat dynamiku hvězd a vlastnosti jejich atmosfér.